# Grace Annie Lockhart
Grace Annie Lockhart (22 février 1855 – 18 mai 1916) est la première femme de l'Empire Britannique à recevoir un diplôme de baccalauréat universitaire. Elle s'inscrit officiellement à l'Université Mount Allison à Sackville, au Nouveau-Brunswick, Canada, en 1874, et obtient un diplôme de baccalauréat en science et en littérature anglaise le 25 mai 1875. Après la graduation, elle enseigne pendant six années à Saint-Jean (Nouveau-Brunswick) et aussi au Collège des Dames à Mount Allison.
Bien que la suite de sa vie soit consacrée, plus conventionnellement, au rôle d'épouse du pasteur méthodiste J. L. Dawson, la réussite académique de Grace Annie Lockhart en tant qu'étudiante prouve clairement la validité des pleins droits des femmes dans le domaine de l'enseignement supérieur.